# (27365) Henryfitz
(27365) Henryfitz est un astéroïde de la ceinture principale.

## Description
(27365) Henryfitz est un astéroïde de la ceinture principale. Il fut découvert le 3 mars 2000 aux Monts Santa Catalina par le projet CSS. Il présente une orbite caractérisée par un demi-grand axe de 2,21 UA, une excentricité de 0,14 et une inclinaison de 9,3° par rapport à l'écliptique.

## Compléments